# CSM Șantierul Naval Tulcea
Șantierul Naval Tulcea a fost un club de fotbal ce a activat în orașul Tulcea. Echipa își disputa meciurile pe Stadionul Sindicatelor și a evoluat în diviziile B, C, D. În ultimii ani de activitate navaliștii au evoluat pe stadionul Delta. 

## Palmares
Liga a IV-a Tulcea
- Campioană (4): 1969–70, 1992–93, 1997–98, 1998–99

## Foști antrenori
- Vasile Stancu (1973–1975)